# Nils Bohlin
Nils Bohlin (Härnösand, 17 luglio 1920 – Ramfall, 26 settembre 2002) è stato un ingegnere svedese, noto per aver inventato le cinture di sicurezza a tre punti, contribuendo così a salvare la vita a decine di migliaia di persone ogni anno.

## Biografia
Dopo essersi diplomato al liceo della sua città, Härnösand, nel 1939 ed aver ottenuto un diploma di laurea in ingegneria aeronautica, Bohlin trovò impiego presso la Saab, dove nel 1942 fu assunto in qualità di progettista aeronautico, contribuendo attivamente allo sviluppo dei sedili eiettabili. Nel 1958, Bohlin fu assunto dalla Volvo, dove continuò sempre ad occuparsi di ingegneria della sicurezza. Fu qui che, focalizzandosi sul problema di mantenere il conducente al sicuro nel caso di un incidente d'auto, forte della propria esperienza maturata in campo aeronautico,  Bohlin progettò e testò le cinture di sicurezza a tre punti, costituite da una fascia collocata in diagonale sul torace e una in corrispondenza del bacino, con la geometria delle cinture che somigliava a una «V» con la punta rivolta verso il pavimento, presentandole poi all'azienda nel 1959. Nell'agosto dello stesso anno, l'ingegnere svedese fece domanda di brevetto per la sua invenzione, e la Volvo iniziò a montare le cinture di sicurezza a tre punti sui suoi modelli Amazon e PV244. Peraltro, ritenendo l'invenzione di fondamentale importanza per l'industria automobilistica e la salute delle persone, Volvo decise di non trarre profitto da essa, permettendo a chiunque di utilizzare lo stesso design per le proprie cinture di sicurezza senza dover pagare alcun diritto di sfruttamento. Dieci anni dopo, nel 1969, Bohlin arrivò alla guida del reparto di ricerca e sviluppo del gruppo Volvo, per poi andare in pensione nel 1985.
L'invenzione delle cinture di sicurezza a tre punti, che negli anni sono diventate una misura standard di sicurezza presente su tutti gli autoveicoli e hanno contribuito a salvare la vita, al 2009, a circa un milione di persone, fece ottenere a Bohlin numerosi premi e riconoscimenti. Nel 1974 egli fu ad esempio insignito del Ralph Isbrandt Automotive Safety Engineering Award, nel 1989 fu inserito nella Hall of Fame for Safety and Health e, nel 1999, ella Automotive Hall of Fame.
Nils Bohlin è morto il 26 settembre 2002 all'età di 82 anni, per un attacco di cuore ed è stato sepolto nella chiesa di Torpa a Ramfall, un piccolo insediamento nei pressi di Ydre, in Svezia. Sempre lo stesso anno, ricevette la carica, postuma, di membro della National Inventors Hall of Fame. Nel corso della sua vita ha avuto due figli naturali dalla moglie, Maj-Britt Bohlin, e ne ha adottati altri due, già figli di sua moglie, arrivando ad avere 13 nipoti.